# Krúdy Gyula
Szécsénykovácsi Krúdy Gyula (Nyíregyháza, Osztrák–Magyar Monarchia, 1878. október 21. – Budapest, Óbuda, Magyar Királyság, 1933. május 12.) író, hírlapíró, a modern magyar prózaírás kiváló mestere. Gyakrabban használt álnevei: Ábrándi, Alföldi remete, Balatoni remete, Fráter Julius, Gyula bácsi, Jó barát, Kuruc levente, Mélacsai, Mézeskalácsi, Nők öreg híve, Óbudai remete, Pletykási, Régi ablakok alatt sétáló, Rezeda úr, Rezeda Marcell, Szigeti harkály, Szigeti remete, Szigeti sétáló, Szindbád, Templárius, Török Gedeon.

## Élete

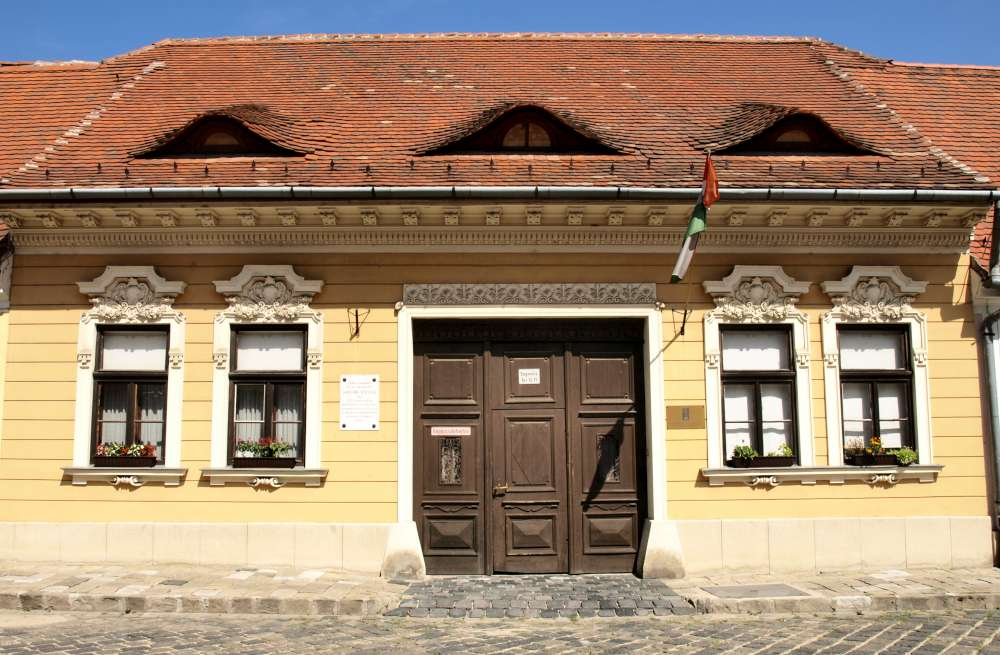
Krúdy Gyula-emlékház Óbudán, ma a Magyar Kereskedelmi és Vendéglátóipari Múzeum épülete

### Származása, ősei
A nemesi származású szécsénykovácsi Krúdy család sarja. Apja, Krúdy Gyula (1850–1900) dzsentri, jómódú ügyvéd, városi képviselő, kisnemesi gyökerekkel, anyja, Csákányi Julianna, a Krúdy család cselédje, alacsonyabb származású volt. Csak tizedik gyermekük születése után, 1895-ben kötöttek házasságot. Az író elsőszülöttként látta meg a napvilágot. Amikor nagyapja megtudta, hogy a család szobalánya, az akkor 18 éves Csákányi Julis gyermeket vár fiától, haragjában elcsapta a szolgálólányt a háztól, aki pár hónapig terhesen kőművesek mellett dolgozott. Apja azonban szobát bérelt számára, és ezt látván a család is megenyhült, a szolgálólányt, immár fiuk párjaként visszafogadták. Krúdy szülei nagyon eltérő társadalmi rangjának köszönhetően jól ismerte a szegénység és a gazdagság világát is, ami írói munkásságán lépten-nyomon felfedezhető. Anyjától, s talán még inkább apai nagyanyjától, Radics Máriától örökölte színes fantáziáját, bohémsága bizonyára Krúdy nagyapjától, a 48-as honvéd vitéztől és legendás nőcsábásztól ered. Apja józan életű ügyvéd volt, aki gyermekeit szigorban, de szeretettel nevelte. Fiát is ezen a pályán szerette volna látni, élete végéig nem tudott beletörődni, hogy író lett belőle, nem ügyvéd.
A Krúdy család ősei Zólyomból származnak, a 17. században nyertek címeres nemeslevelet. A család egyes ágai evangélikusok, mások, így Krúdy Gyula ősei is katolikusok. Utóbbiak Nógrád vármegyében, Szécsénykovácsi faluban voltak törzsökösek a 18. század közepétől. Az író is sokszor megfordult a faluban, nagy hatással volt rá a vadregényes nógrádi táj, s nagyapja, a 48-as honvéd százados, még inkább annak testvére, Krúdy Kálmán, a forradalom leverése után sokáig rebellisként a császári erőket zaklató, fosztogató zsivány élete. Krúdy sok elbeszélése és regénye a családi legendákból és valóban megesett történetekből táplálkozik.
Említett nagyanyja szintén az író történeteinek egyik központi alakja, igazi párja volt Krúdy nagyapjának. Habár az öreg állandó kicsapongásai miatt 25 év házasság után az asszony elvált tőle, élete végéig bánta, hogy otthagyta a „gróf urat”. Titkon azt remélte, hogy élete nagy szerelme, akivel 1849-ben együtt táncolt 16 évesen a komáromi várfalon, miközben 15 ezer fős osztrák hadsereg ostromolta a várat, egyszer visszatér hozzá. Persze lehet, hogy a várfokon táncolós történet, amint sok más családjával kapcsolatos története, inkább csak Krúdy fantáziájának szüleménye volt. Nagyanyja amolyan 19. századi ezotériás ezermester volt, az álomfejtés, tenyérjóslás, gyógyítás és kuruzslás magasiskoláját űzte, amiben egyik legértőbb és legodaadóbb partnere az író volt, aki álmoskönyvében gyakorlatilag az ő álomfejtéseit adta közre.

### Gyermek- és ifjúkora, a pályakezdés évei
Az elemi iskolát (1883–1887) szülővárosában, az alsó gimnáziumot Szatmárnémetiben (1887/1888, I. osztály) és Podolinban (1888–1891, II-IV. osztály), a felsőt ismét Nyíregyházán (1891–1895) végezte. Itt érettségizett 1895 júniusában. Rövid ideig Debrecenben, majd Nagyváradon újságíróskodott. Még nem volt húszéves, amikor első novelláskötete (Üres a fészek és egyéb történetek) megjelent. Munkatársa számos folyóiratnak, szerkesztője volt a Nyugatnak is. Országos hírt és igazi közönségsikert a Szindbád-sorozat és az 1913-ban megjelent A vörös postakocsi című regénye hozott neki. Pályája a 20. századi magyar irodalomban sajátos jelenség. Kifejezésre jut benne a késői romantika kiteljesedése éppúgy, mint a modern, impresszionisztikus és a realizmus egy sajátos, rendkívül egyéni formájáig eljutó társadalom- és lélekábrázolás.
1892-ben diáktársaival megalapította a Nyíregyházi Sajtóirodát. Ebben az évben jelent meg első novellája a Szabolcsi Szabadsajtóban. 1893-ban riportsorozatot készített a Pesti Naplóban a hipnózis-tragédiáról. 1895-ben a Debreceni Ellenőr, majd három hónap múlva a nagyváradi Szabadság munkatársa lett, riporter és korrektor. 1896 májusában elhagyta Nagyváradot, hazament, majd Budapestre költözött. Szeptemberben a Képes Családi Lapok novellapályázatán első díjat nyert. 1897-ben havonta 7-8 novellája jelent meg. Az Egyetértésbe és a Fővárosi Lapokba dolgozik. Megjelent első novelláskötete, az Üres a fészek. Az albertfalvai Kutyavilla vendéglőben 1898 körül ismerkedett meg Bródy Sándorral.

### Házasságai, gyermekei
1899. december 27-én Budapesten, az Erzsébetvárosban feleségül vette a nála 9 évvel idősebb Spiegler Bella (1869–1952) tanítónőt (eredetileg Arabella, írói nevén Satanella), dr. Spiegler Gyula Sámuel, balassagyarmati rabbi és Pollák Teréz lányát. Krúdy maga római katolikus vallású volt.
Az anyakönyvek szerint ekkor a VII. kerületi Király utca 7.-ben laktak. 1900-ban született Gyula fia, 1902-ben Ilona, majd 1907-ben Mária lánya.
1919-ben elvált első feleségétől, és július 12-én Budapesten, a Ferencvárosban nőül vette, a nála 21 évvel fiatalabb Rózsa Zsuzsannát, Rózsa Jakab és Kelemen Regina lányát. Még ugyanabban az évben megszületett kislánya, Zsuzsanna (1919–1992).

### A világháború és a forradalmak idején
1914-ben, a háború kitörésekor átmenetileg hazaköltözött családjához. Vidéken előfizetőket próbált szerezni Összegyűjtött Műveinek a Singer és Wolfner által tervezett kiadásához. 1916-ban megkapta a Székesfőváros Ferenc József irodalmi díját. 1918-ban kiköltözött a Margit-szigetre. 1919-ben nagy riportot készített a kápolnai földosztásról, s aktívan részt vett az őszirózsás forradalomban.

### A húszas években
1920–1921-ben, a tanácsköztársaság bukása után a sajtóban hajsza indult ellene. Anyagi helyzete emiatt megromlott, műveit csak elvétve adták ki. 1925-ben irodalmi működésének 25. évfordulóját ünnepelték. Újra előfizetőket gyűjtött, ezúttal az Athenaeumnál készülő tízkötetes életmű-válogatására, nem sok eredménnyel, majd Hatvany Lajosnál vendégeskedett, Bécsben.

### Betegsége, elszegényedése

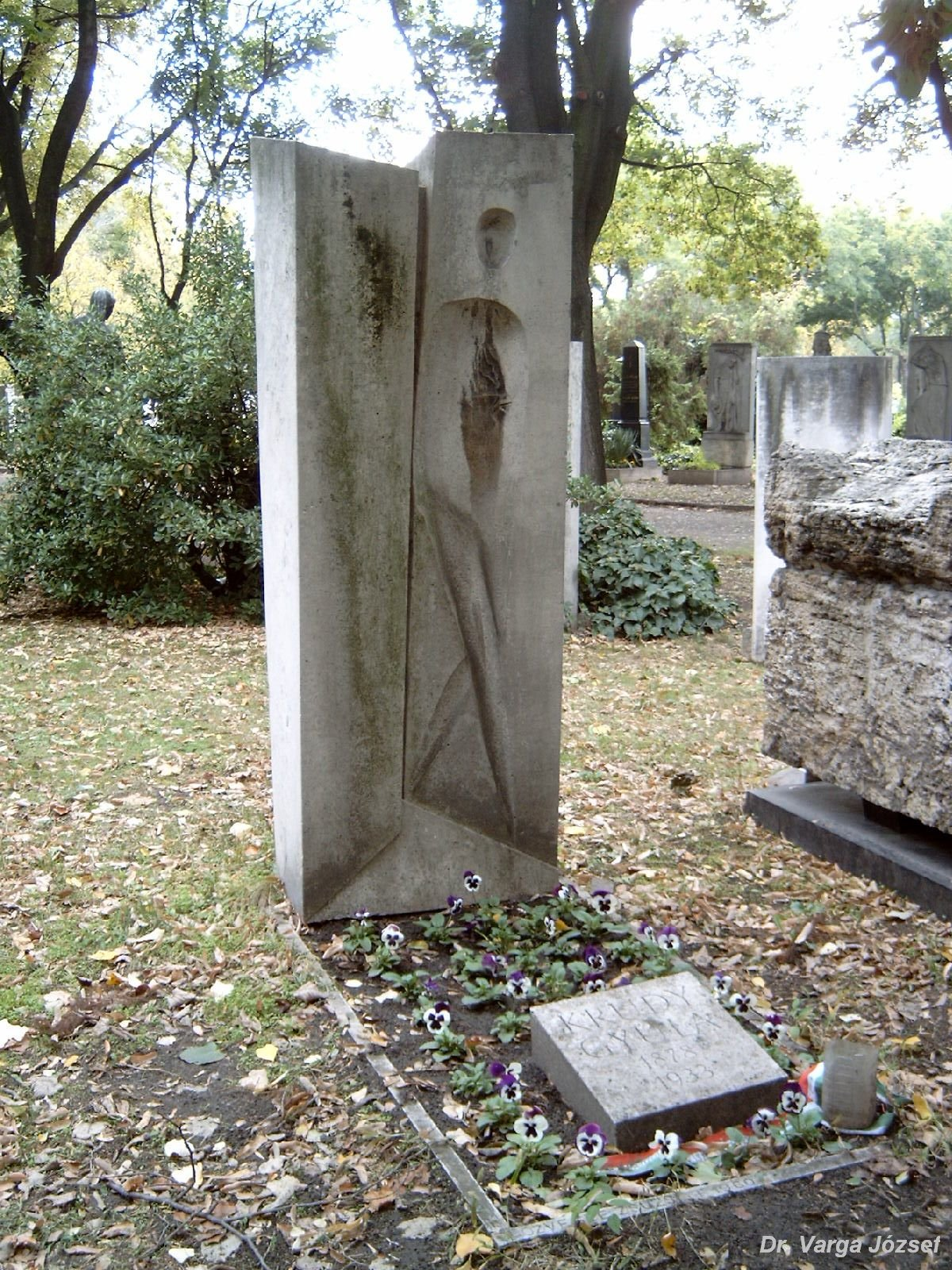
Sírja Budapesten. (Borsos Miklós műve). Fiumei úti sírkert: 34/2-1-17

1926–1927 fordulóján legalább tíz éve lappangó betegsége ledöntötte lábáról, és a Liget Szanatóriumba került. Szervi szívbaj, nehéz légzés, beteg gyomor, máj, tüdő kínozta. Le kellett szoknia a lucullusi lakomákról-ivászatokról is. Történelmi tanulmányokat gyűjtött a Három királyhoz. 1928–1929 fordulója körül, ötvenedik születésnapján Krúdy-estet tartottak a Magyar Rádióban, tízkötetes gyűjteményt nyomtattak ki új kiadásban. Nyáron féloldali szélütést kapott, amiből aránylag gyorsan felgyógyult. A nagy gazdasági világválságra hivatkozva könyveit nem jelentették meg.
1930. január 18-án Baumgarten-díjat kapott, de akkor már nagyon el volt adósodva. Az élet álom című kötetét saját költségén kellett kiadnia. Szigeti lakását felmondták, május 28-án családjával Óbudára költözött, a Templom utca 15.-be.
1931–32-ben szegényes körülmények között élt. Újra rászokott az italra. Ahogyan Szép Ernő novellájában elbeszéli, ekkoriban vívott kardpárbajt egy katonatiszttel, akit egy ügyes vágással örökre meg is nyomorított. (A százados ugyanis becsmérlő, antiszemita kijelentést tett a kisdolgát éjszaka, békésen, az utcán végző, kapatos íróra, akinek nejei zsidók voltak.) Ekkoriban kapott 250 fontot ajándékba Rothermere lordtól. 1932 júniusában hitelezői mégis csődeljárást kezdeményeztek ellene, ekkor vagyontalansági esküt tett. Nyár végén megint kórházba került, sokat szenvedett, de valamennyire rendbe jött, és hazatért Óbudára.
1933 tavaszán az egészsége rosszabbodott. Szíve, gyomra, mája kezdte felmondani a szolgálatot. Kilakoltatási végzést kapott, otthonában az áramot is kikapcsolták. Lakbérhátraléka 360 pengőre rúgott. Fizetni nem tudott, végrehajtók zaklatták. Krúdy Gyula 1933. május 12-én, hajnalban hunyt el, élete 55. évében. Temetésén a hivatalos Magyarország képviselői nem vettek részt.

## Főbb művei

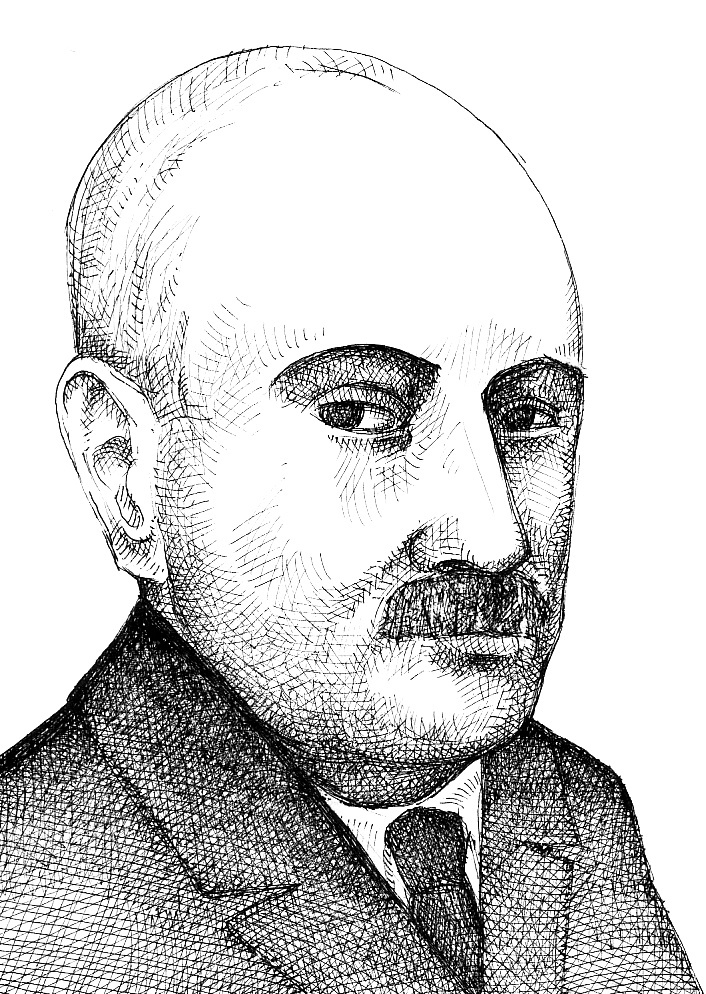
Krúdy Gyula arcképe
Muhi Sándor grafikája

Bővebben lásd még: Kozocsa Sándor bibliográfiája (1896-1963). Gedényi Mihály bibliográfiája (1892-1976), megjelent önálló kötetben is, a PIM kiadásában. Gedényi Mihály: Krúdy Gyula. Bibliográfia; PIM, Budapest, 1978 (A Petőfi Irodalmi Múzeum bibliográfiai füzetei. E. sorozat, 2.)

### Regények
- Aranybánya. Regény, 1-2.; Wodianer Ny., Budapest, 1901 (A „Budapest” regénycsarnoka)
- A cirkusz-király, Ifjúsági regény; Franklin, Budapest, 1906
- A podilini kísértet; Budapesti Hírlap, Budapest, 1906
- Miklós kalandjai. Ifjúsági regény; Magyar Kereskedelmi Közlöny, Budapest, 1906?
- Andráscsik örököse. Regény; Singer Wolfner, Budapest, 1909
- A kötéltáncos regénye: ifjúsági regény; Magyar Kereskedelmi Közlöny., Budapest, 191?
- A magyar jakobinusok. Regény; Vári, Budapest, 1912 (A Képes hét könyvtára)
- Francia kastély. Regény; Singer-Wolfner, Budapest, 1912
- A vörös postakocsi; Singer-Wolfner, Budapest, 1913
- Palotai álmok. Regény; Singer-Wolfner, Budapest, 1914 (Krúdy Gyula összegyűjtött munkái)
- A 42-es mozsarak. Regény; ill. Mühlbeck Károly; Singer-Wolfner, Budapest, 1915
- Napraforgó. Regény; Kultúra, Budapest, 1918 (A Kultúra regénytára) – korábban Napraforduló címmel, folytatásokban jelent meg
- Bukfenc; Krausz Ny., Budapest, 1918 (A Kultúra regénytára)
- Az útitárs; Franklin, Budapest, 1919
- A bukfenc. Regény. Az író új befejezésével; 1. kiad.; Kultúra, Budapest, 1919 (A Kultúra regénytára)[18]
- Asszonyságok díja. Regény; Rácz, Budapest, 1920
- Mit látott Vak Béla szerelemben és bánatban, regény (1921)
- Nagy kópé. Regény; Pegazus, Wien, 1921
- N. N. Egy szerelem-gyermek; regényke; Athenaeum, Budapest, 1922
- A nő-vadász. Regény; Forum, Arad, 1922 (Erdélyi könyvtár)
- Ál-Petőfi. Lehullt csillag fénye. Regény; Athenaeum, Budapest, 1922
- Hét bagoly. Regény; Athenaeum, Budapest, 1922 Online elérés
- Szépasszony férje..., regény (1925)
- Szindbád megtérése; Athenaeum, Budapest, 1925 (Krúdy Gyula munkái)
- Primadonna, regény (1926)
- Az utolsó gavallér. Velszi herceg; Athenaeum, Budapest, 1926 k. (Krúdy Gyula munkái)
- Aranyidő. / A templárius. Két kis regény; Grill, Budapest, 1926
- Valakit elvisz az ördög, regény (1928)
- Az első Habsburg; Franklin, Budapest, 1930 (Magyar Egyetemi és Főiskolai Hallgatók Országos Területi Szövetségének könyvtára)
- Boldogult úrfikoromban. Regény; Athenaeum, Budapest, 1930 (Athenaeum könyvtár) Online elérés Archiválva 2024. június 1-i dátummal a Wayback Machine-ben
- Festett király; Franklin, Budapest, 1931 (Király-regények) Online elérés
- A kékszalag hőse, regény (1931)
- A tiszaeszlári Solymosi Eszter (1931) regény
- Purgatórium, kisregény (1933)
- Így volt 1914-ben (1933, folytatásokban jelent meg), későbbi címváltozat: Rezeda Kázmér szép élete, regény (1944)
- Szindbád ifjúsága és megtérése; Franklin, Budapest, 1942
- Három király. Történelmi regények, 1-2.; Franklin, Budapest, 1943 (Nagy magyar elbeszélők)
- Szindbád három könyve / Szindbád utazása. Szindbád feltámadása. Francia kastély; Új Idők, Budapest, 1944
- Rezeda Kázmér szép élete. Regény a szép Budapestről; Griff, Budapest, 1944

### Novelláskötetek, válogatások
- Üres a fészek (1897), első novelláskötete
- Ifjúság. Rajzok és elbeszélések; Pesti Könyvny, Budapest, 1899 (Szépirodalmi kincstár)
- A víg ember bús meséi (1900), elbeszélések
- Hortobágy (1901), elbeszélés Online elérés
- Utazás a Tiszán. Elbeszélés; Singer-Wolfner, Budapest, 1901 (Filléres könyvtár)
- Utazás a Szepességen; Singer-Wolfner, Budapest, 1901 (Filléres könyvtár)
- Kún László (és egyéb történeti elbeszélések), (1902)
- A király palástja; Singer-Wolfner, Budapest, 1902 (Filléres könyvtár)
- Sziklazúzó hajók. Elbeszélés; Singer-Wolfner, Budapest, 1902 (Filléres könyvtár)
- Letűnt századok. Kilencz történeti elbeszélés; Singer-Wolfner, Budapest, 1902 (Filléres könyvtár)
- A komáromi fiú. Történeti elbeszélés; ill. Mühlbeck Károly; Singer-Wolfner, Budapest, 1903 (Filléres könyvtár)
- Nyíri csend. Elbeszélések; Lampel, Budapest, 1903 (Magyar könyvtár)
- Pogány magyarok s egyéb elbeszélések; Lampel, Budapest, 1903 (Kis Könyvtár)
- Túl a Királyhágón; Singer-Wolfner, Budapest, 1904 (Piros könyvek)
- A dévényi fazekas. Elbeszélés; Singer-Wolfner, Budapest, 1904 (Filléres könyvtár)
- Robinsonok a Kárpátok között; Singer-Wolfner, Budapest, 1904 (Filléres könyvtár)
- Hazám tükre. A serdültebb ifjúság számára; Magyar Kereskedelmi Közlöny, Budapest, 1905
- Előre! Hazafias elbeszélések; Singer-Wolfner, Budapest, 1905 (Filléres könyvtár)
- Diákkisasszonyok. Elbeszélések; Singer-Wolfner, Budapest, 1905
- A szakállszárítón; Budapesti Hírlap, Budapest, 1906
- Az álmok hőse. Öt novella; Budapesti Hírlap, Budapest, 1906
- Pajkos Gaálék. Elbeszélések; Budapesti Hírlap, Budapest, 1906
- Hét szilvafa; Lampel, Budapest, 1907 (Magyar könyvtár)
- A szerelem rejtélyei; Mozgó Könyvtár vállalat, Budapest, 1908 (Mozgó könyvtár)
- Kék láng; Schenk, Budapest, 1908 (Mozgó könyvtár)
- A negyvenes évekből. Korrajzok; ill. Mühlbeck Károly; Kunossy, Budapest, 1909 (Petőfi Könyvtár)
- A bűvös erszény és egyéb elbeszélések; Franklin, Budapest, 1909 (Magyar írók arany könyvtára)
- A lumpok iskolája; Engel Ny., Budapest, 1909 (Mozgó könyvtár)
- Falu a nádasban. Elbeszélések; Wodianer, Budapest, 1910
- Az oltárterítő; Hajnal, Budapest, 191?
- Gyula bácsi: Gyémánt mesék; Magyar Kereskedelmi Közlöny, Budapest, 1910
- A vörös sapkások; Magyar Kereskedelmi Közlöny, Budapest, 1910
- Mihály csizmája. Elbeszélések; Wodianer, Budapest 1910
- A podolini takácsné és a többiek (1911), elbeszélések
- Szindbád utazásai; Singer-Wolfner, Budapest, 1911 (Modern magyar könyvtár)
- Esti út. Elbeszélések; Nyugat, Budapest, 1911 (Nyugat könyvtár)
- Szindbád ifjúsága. Próza; Nyugat, Budapest, 1911
- Kárpáti kaland; Eke, Budapest, 1912 (Az Új Színpad könyvtára)
- Első szerelem. Elbeszélések; Athenaeum, Budapest, 1913 (Modern könyvtár)
- Piros és a többiek. Elbeszélések; Lampel, Budapest, 1913 (Magyar könyvtár)
- Az utolsó honvédek / Az utolsó vörössapkás és más történelmi elbeszélések; Singer-Wolfner, Budapest, 1913 (Filléres könyvtár)
- De Ronch kapitány csodálatos kalandjai; Athenaeum, Budapest, 1913 (Modern könyvtár)
- Mákvirágok kertje; Franklin, Budapest, 1914
- Csurli és társai. Elbeszélések; Athenaeum, Budapest, 1914 (Modern könyvtár)
- Puder. Elbeszélések; Singer-Wolfner, Budapest, 1914 (Krúdy Gyula összegyűjtött munkái)
- Margit története és egyéb elbeszélések; Magyar Kereskedelmi Közlöny, Budapest, 1914
- Palotai álmok (1914), regény és elbeszélések
- Szindbád. A feltámadás; Singer-Wolfner, Budapest, 1916
- Aranykézutcai szép napok. Novellák; ill. Major Henrik; Tevan Alapítvány, Békéscsaba, 1916
- Szindbád ifjúsága és szomorúsága, 1-2.; Táltos, Budapest, 1917
- Őszi utazások a vörös postakocsin. Elbeszélések; Singer-Wolfner, Budapest, 1917 (Krúdy Gyula összegyűjtött munkái)
- Pest 1916; Tevan, Békéscsaba, 1917
- Annuska könyve. Elbeszélések fiatal leányok számára; rajz Geiger Richard; Magyar Kereskedelmi Közlöny, Budapest, 1917
- A legszebb mesekönyv. Az ifjúság számára; Magyar Kereskedelmi Közlöny, Budapest, 1918
- Kánaán könyve; Athenaeum, Budapest, 1919 (Modern könyvtár)
- A kápolnai földosztás; Kultúra, Budapest, 1919 (Károlyi-könyvtár)
- Havasi kürt. Ruszin-Krajna kistükre; Ruszka-Krajna Népbiztosság, Budapest, 1919 (Ruszin-krajnai könyvtár)
- Fehérvári könyv. Termelőszövetkezet Fejérmegyében; Közoktatási Népbiztosság, Budapest, 1919
- Pesti album. Krúdy Gyula feljegyzései és elbeszélései; Franklin, Budapest, 1919
- Tótágas (1919), elbeszélések
- A földosztás; Kultúra Ny., Budapest, 1919 (Károlyi-könyvtár)
- Álmoskönyv; szerk. Krudy Gyula; Franklin, Budapest, 1920 Online elérés
- A betyár álma – Kleofásné kakasa (1920), elbeszélések
- A Miatyánk évéből. Pest 1918-1919-ben. Krúdy Gyula feljegyzései; Rácz, Budapest, 1920
- Egy nemzeti rablóvezér. Krúdy Kálmán hőstettei; Tolnai, Budapest, 1922 (Tolnai regénytára)
- Szent Margit leánya (mesemondás); Eisler, Budapest, 1922
- Pesti nőrabló / Az öreg gárdista; Tolnai, Budapest, 1922 (Tolnai regény)
- Őszi versenyek; Pegazus, Bécs, 1922 (Kis magyar könyvek)
- Liga Gida kalandjai Hollandiában és a világ egyéb tájain; Országos Gyermekvédő Liga, Budapest, 1923
- Rózsa Sándor A betyárok csillaga Magyarország történetében; Béta, Budapest, 1923 (Mindent tudok könyvtár)
- A fejedelem szolgája és egyéb elbeszélések; Magyar Kereskedelmi Közlöny, Budapest, 1925
- Tizenhat város tizenhat leánya; Singer és Wolfner, Budapest, 1925 (Százszorszép könyvek)
- N.N. – A betyár álma (1925), regény és elbeszélések
- A tegnapok ködlovagjai; Grill, Budapest, 1926 (A toll mesterei)
- Mesemondások Jókai Mórról; Franklin, Budapest, 1925
- Mohács vagy Két árva gyermek vergődése; Pantheon, Budapest, 1926 (Magyar írások)
- Az alispán leányai. Regény; Singer-Wolfner, Budapest, 1930 (Százszorszép könyvek)
- Az élet álom. Krúdy Gyula válogatott novellái; szerzői, Budapest, 1931
- A magyar sasfiók [Kossuth Ferenc]; Fővárosi Könyvkiadó, Budapest, 1944
- Pest a világháborúban; vál. Kozocsa Sándor; Officina, Budapest, 1943 (Officina könyvtár)
- Álmoskönyv. Álmok, babonák. Hogyan lehet megszabadulni a kísértetektől?; 2. öregbített kiad. bőv. vált.; Magvető, Budapest, 2004

A szerző halála után megjelent válogatáskötetek:
| - Szindbád ifjúsága és megtérése (1942) - Szindbád három könyve (1944) - Dudorászi (1948) - Egy pohár borovicska (1948) - Asszony a nagybőgőben (1955) - A szerelmi bűvészinas (1960) - Éji zene (1961) - A madárijesztő szeretője (1964) - Utolsó szivar az Arabs szürkénél (1965) - Pesten lakott egy fuvolás (1971) - Az ördög alszik (1972) - Szökés az életből (1975) | - Az álombeli lovag (1978) - Magyar tükör (1984) - Magyarország aranykertje (1985) - Szindbád (1985) Online elérés - Pesti szalon (1995) - Asszony, aki szőlőfürt lett (2003) - Szindbád és társai (2008) - A macskavári sasok (2012), mesék - Gasztrohangulatok (2012) - Pest-budai hangulatok (2013) - Régi Magyarország (2013) - A nő varázsa (2014) |

### Novellák, cikkek, rövidebb írások
- Régi pesti történet (1908), novella
- Budapest újkora (1916), novella
- Verbénai vagy egy pesti polgár megtérése (1917), novella
- Az éjszemű Pest (1921), novella
- X. Y. pesti demokrata hiteles polgár története (1925), novella
- Aranytükrös kávéházban (1926), novella
- Egy régi ház régi pénztárosa (1927), novella
- A mai Margitsziget (1927), novella
- Szépvadászné tabáni kocsmái (1929), novella
- Óbudai szépségkirálynő (1930), novella
- Előhang egy kispörkölthöz (1931), novella
- Milyen volt az Andrássy út? (1932), novella
- Újházi levese (1932), novella
- Az úriember, akinek szőlővirágszaga volt (1932), novella
- A gábli története (1933), novella
- Mellékutcai vendéglő (1934), novella
- Szegény ember malaca (1930) cikk

## Műveiről

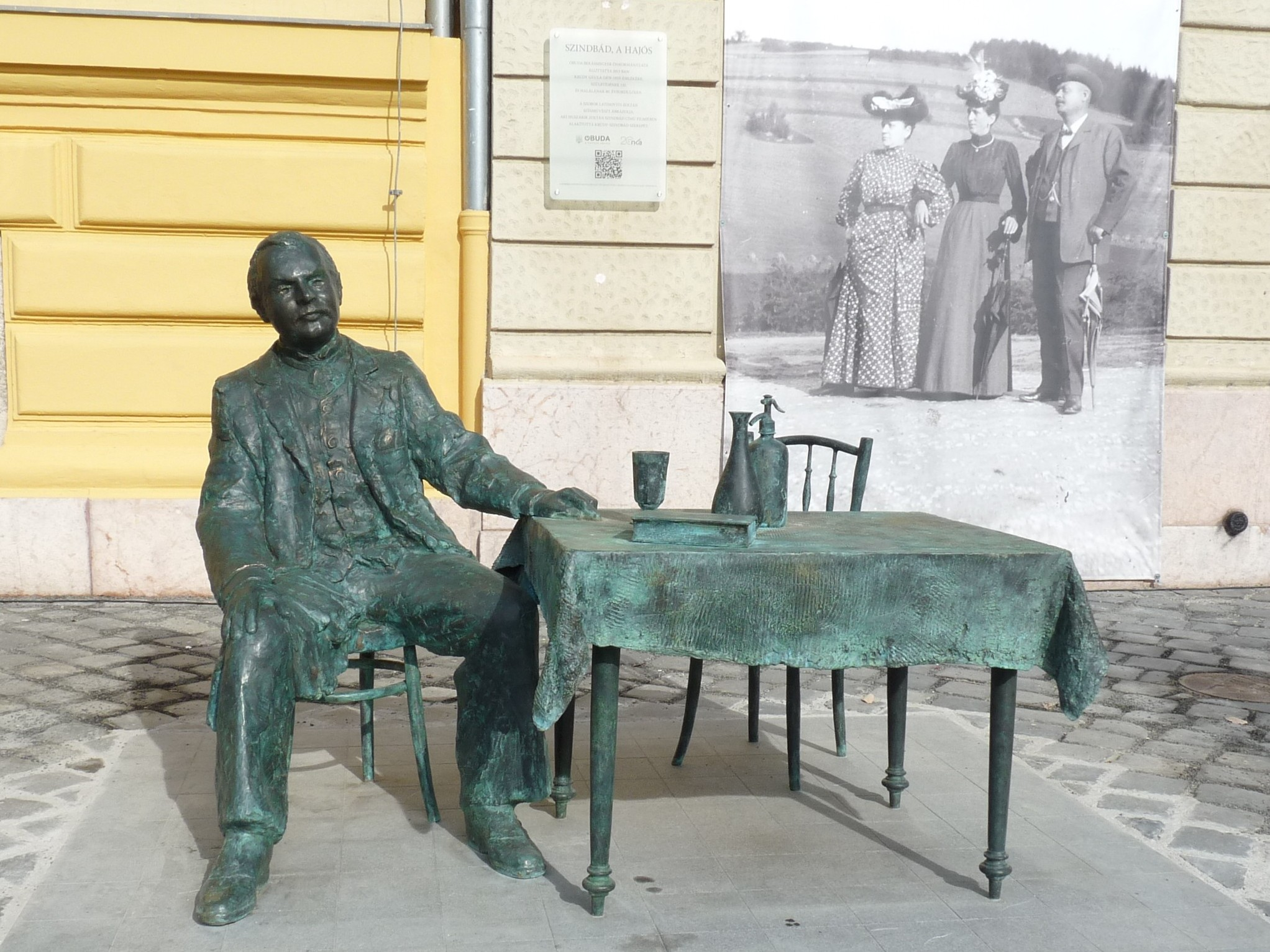
Szanyi Péter bronzszobra Szindbádnak állít emléket Óbuda főterén (2013)

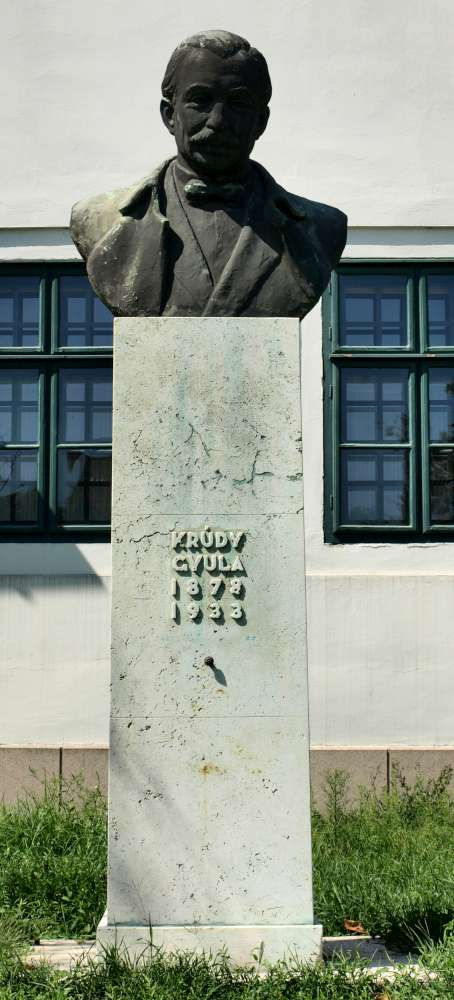
Krúdy Gyula szobra Óbudán. Gyenes Tamás alkotása (1958)

### Szindbád
Krúdy fiatalkori olvasmányélménye volt a keleti mese- és novellagyűjtemény, az Ezeregyéjszaka, ennek hatására választotta Szindbádot novellái hőséül: Szindbád, az „ezeregyéjszakabeli hajós”, többször így utal novellái hősére. Krúdy Szindbádja örökli elődje életformáját, nyughatatlanságát, sehol nem tud megállapodni. S bár a novellák eleinte strukturálisan is kapcsolódnak az Ezeregyéjszakához, az alak egyre inkább önállósul. Bár Krúdy mindig tagadta, hogy Szindbád alakjában saját alakmását, alteregóját teremtette meg, a szakirodalom fenntartja ezt a vélekedését, főleg a novellákban fellelhető önéletrajzi elemek, és a főhős Krúdy szemléletét tükröző önbírálata és ironikus reflexiói miatt. „Szindbádban ugyan több az élet, a mozgás, mint a tisztán lírai önarcképben, kevesebb azonban annál, amennyi az alak teljes önállósításához volna szükséges.”
Szindbád a korai novellákban felkeresi azokat a nőket, akiket szeretett, újra át akarja élni a múltat, amit utólag szépnek talál, mivel a jelen már nem tartogat számára semmi vonzót. Mindent átélt már az életben, amit lehetett. „Volt gazdag és volt szegény. Szeretett hajadonokat és érett asszonyokat. A legjobb borból ivott, és fillér nélkül ődöngött. Volt hódítóan egészséges, és volt beteg és szomorú… Látott halált, látott születést, esküvőt, házasságtörést és gyilkosságot az erdőben…” (Szindbád második útja). Összekeverednek a múlt emlékei és a jelen eseményei, a városkákban „mintha megállt volna az idő”, összemosódnak az idősíkok. Utazásával Szindbád egyszerre menekül és keres: menekül az élet kilátástalansága elől és sóvárog az új iránt, romantikus szerepekben tetszeleg, hazudozik a nőknek, de mindig ki kell ábrándulnia. A múltat nem lehet visszahozni, sőt, utazása rendszerint csak arra ébreszti rá, hogy nem is volt olyan szép, mint emlékeiben. Szindbád erős hangulatisággal próbálja széppé tenni az életet, majd a kulináris élvezetek felé fordul, de minden próbálkozása ellenére az élet egyre inkább sivárrá válik. Krúdy belesűrítette Szindbád-novelláiba társadalmi osztályának, a dzsentrinek a dekadenciaérzését: „alig van illúziótlanabb s ironikusabb író az 1910 körüli Krúdynál, amikor is ő mindenki másnál tökéletesebben fejezte ki s ábrázolta a magyar történelmi osztálynak kísértet voltát, múltjának és elmúlásának atmoszféráját”. A Szindbád-novellák ironikus kritikát mondanak a múltba temetkező fejlődésképtelen nemesi világról.

### Hét Bagoly
A regény a 19. század végére kalauzolja olvasóját, az akkori Pest, a Belváros és a Ferencváros kocsmáiba, öreg múltban élők és ifjú írójelöltek történeteibe. Nincs igazi epikus cselekménye, a Hét Bagoly novellafüzérnek, impresszionista-romantikus hangulatképek sorozatának látszik. Főalakja, Józsiás, a fiatal író (más, realista módon hasonmása a szerzőnek, mint Szindbád) – és az öreg ügyvéd, Szomjas Guszti, aki a hetvenes évek alakuló, ébredező „új” magyar irodalmának, még kisvárosi Pestnek emlékeit idézi vissza. Megjelenik az elpusztíthatatlan életszeretet, az evés-ivás szertartássá válik. Van fejezet, mely többet, gazdagabbat ad a múlt századvég magyar irodalomtörténetéről, (még adatokkal, nevekkel, kis életrajzi adalékokkal is, és főleg a megidézett, már a regény korára is elfelejtett írókkal) mint bármely akadémiai kézikönyv. Minden fejezet a régi Pest egy-egy negyedének (vagy a téli, jeges Dunának) egyszerre impresszionisztikus és realista rajza. Az egész szöveget áthatja valami szomorú mesedallam, mely talán azért szomorú, mert mögéje lát a mesék paravánjának. Józsiás szerelmi kalandjai tragikomikusak; boldogtalanságát nők okozzák (akiket ő tesz boldogtalanná), és igazi szerelme, Áldáska mellett inkább hamvas unalmat talál majd egy álomfejtő újság szerkesztőségében, mint életet. Halottasházba is betéved Józsiás és Áldáska, akik élnek, de állandóan szembesülnek a pusztulással. Szeleczki az „örök” mondja ki: „–Ne tessék a haláltól félni író úr – nevetett foghíjas szájával. –Nem érdemes tőle félni. Olyan egyszerű gyerek ő, mint egy piros sapkás hordár az Üllői út sarkán, aki a frakkot öt pengőért zálogba teszi. –Látta már a halált? .... –Láttam is, nem is... Az ördög tudna eligazodni ezeken a dolgokon, amikor a mi pályánkon reggeltől estig részeg az ember. Néha annyit iszunk, hogy csaknem megőrülünk. Ki tudná olyankor, hogy mit látott a szemével és mit a részegségével! Ami pedig a halált illeti: bizonyos, hogy van valaki itt Pesten, aki osztogatja.”

### Asszonyságok díja
Krúdy egyik legfurcsább regénye, amelyet több írói megoldása mai, szinte „posztmodern” művé varázsol, s amelynek több olvasata is lehetséges. „Démon, aki az egész világ felett uralkodik, egy napon Pestre jött, és a temetésrendező házában lelt búvóhelyet” – ez a szöveg első mondata, amely máris megadja az alapdallamot, a korrajz és a „lírai realizmus”, sőt a „fantasztikus realizmus” dallamát. „Fejezet, amelyben hölgyek és urak úgy váltakoznak, mint a vetőasszony kezében a kártyák” – írja másutt bevezetésképpen. A regény főalakja Czifra János temetésrendező, aki egy nap találkozik saját álmával. Az Álom az ő hasonmása, szolid, megállapodott mesterember, békés polgár külsejét ölti, és végigkíséri a temetésrendezőt a Ferencváros tájain. A fő helyszín hamarosan egy piroslámpás ház lesz, ahol az olvasó a legkülönösebb és mégis hétköznapi figurákkal ismerkedik meg. Az olykor bizarr históriát nem is a cselekmény, hanem az író hosszú és káprázatos körmondatainak varázsa ötvözi nagy művé.
- Az arab mesék elbeszélésmódját utánzó, egymásba kapaszkodó szerkezet több történetszálat fűz eggyé. A főként ferencvárosi helyszíneken zajló epizódok egymást kiegészítve, olykor ellenpontozva vonnak bele az emberi nyomorúság és boldogtalanság kavalkádjába. A temetésrendező és jobbik énje, az Álom előbb a „háromezer esztendős nő” morbid figurája által látnak bele a civilizáció által felhalmozódott rút bűnökbe, majd szemük láttára – egy vágyódó idősebb férfi megjelenése után – a csúf némberből virágzó ifjú nő kel életre.
- A legjelentősebb súlyú történetszálban egy szülés előtt álló leányanya, Natália sorsának alakulását követjük figyelemmel, akinek várandós állapota sem tartja vissza a férfiakat attól, hogy vágyaik céljául válasszák őt. Hosszadalmas vajúdása idején fölelevenedik a leány előtt boldog gyermekkora, majd hirtelen váltásként a zord valóság, elhagyatottsága és megvetettsége. Egy következő cselekményszálba az író beleszövi saját bohémkodása élménysorát is. Dubli úr és kedvese, Margit epizódja a szerelmi ösztön kiszámíthatatlanságát, a vágyak tévútra jutásának igencsak modern tanulságát kínálja. A történet-folyondár végül visszatér a vajúdó Natália alakjához. A Bakáts téri kórházba szállított leány mérhetetlen magánya és szenvedése minden ember születését és elmúlását példázza. A szerencsétlen fiatal nő belehal a szülésbe. Árva gyermekét a temetésrendező fogadja örökbe.

### Boldogult úrfikoromban

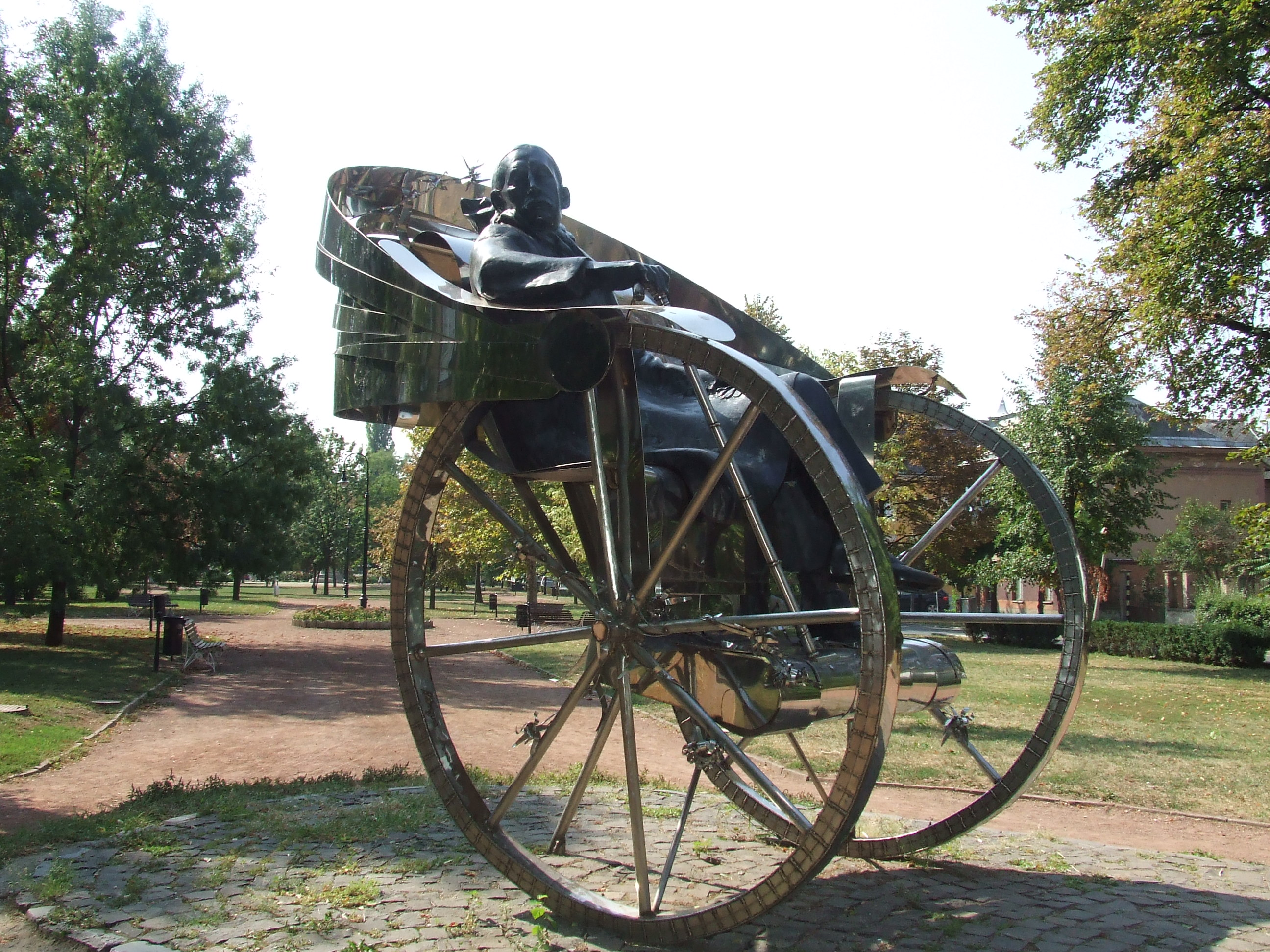
Krúdy Gyula szobra a Nyíregyházi Móricz Zsigmond Színház előtt

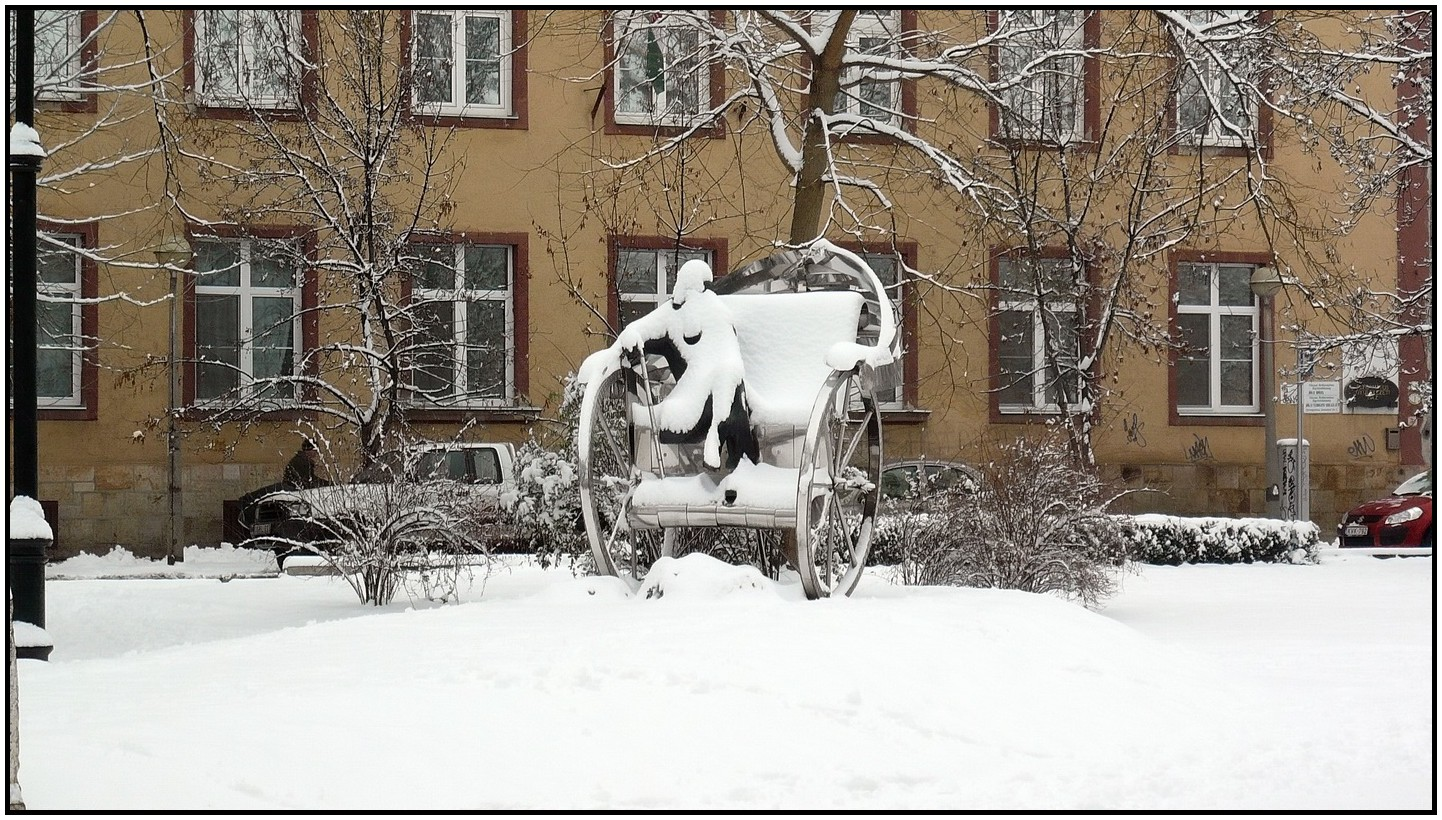
A behavazott Krúdy szobor a Nyíregyházi Móricz Zsigmond Színház előtt

## Filmfeldolgozások, színházi előadások
Filmek:
- Őszi versenyek (színes, magyar játékfilm, 1976. Rendező: Zsurzs Éva, szereplők: Garas Dezső, Szegedi Erika, Somogyvári Rudolf, Csákányi László, Máthé Erzsi)
- Szindbád (színes, magyar filmdráma, 1971. Rendező: Huszárik Zoltán, operatőr: Sára Sándor, szereplők: Latinovits Zoltán, Ruttkai Éva, Dajka Margit)
- Napraforgó (színes, magyar-olasz tévéfilm, 1974. Rendező: Horváth Z. Gergely, szereplők: Darvas Iván, Máthé Erzsi, Mensáros László, Lukács Sándor)

Színházi előadások:
- A gyomor örömei (IBS Színpad, 2003. Rendező: Mikó István)
- A vörös postakocsi (Vígszínház, 2004. Rendező: Tordy Géza)

## Szakirodalom
- Krúdy világa, szerk.: Tóbiás Áron, 1964
- Bori Imre: Krúdy Gyula (monográfia), Újvidék, 1978
- Gedényi Mihály: Krúdy Gyula (bibliográfia), 1978
- Fábri Anna: Ciprus és jegenye, 1978
- Fülöp László: Közelítések Krúdyhoz, 1986
- Sőtér István: Krúdy Gyula, In: Tisztuló tükrök, Budapest, 1966, 152-180
- Szabó Ede: Krúdy Gyula alkotásai és vallomásai tükrében, 1970
- Szauder József: Tavaszi és őszi utazások (tanulmánykötet), Budapest, 1980, 16-204
- Szerb Antal: Magyar irodalomtörténet, 479-481
- Kemény Gábor: Szindbád nyomában, 1991
- Bezeczky Gábor: Krúdy Gyula: Szindbád, Budapest, Akkord, 2003 (Talentum műelemzések)
- Gintli Tibor: „Valaki van, aki nincs”. Személyiségelbeszélés és identitás Krúdy Gyula regényeiben, Budapest, Akadémiai Kiadó, 2005
- Komlóssy Viktor: Krúdy Gyula életműve. Nyíregyháza városa, hang- és fényjátékok; bőv. kiad.; Alterra, Budapest, 2010
- Praznovszky Mihály: Szindbád a Balaton partján. Mesék, álmok, történetek; Önkormányzat, Balatonfüred, 2010 (Tempevölgy könyvek)
- Fleisz Katalin: Medialitás Krúdy Gyula prózájában; Jyväskylän Yliopisto, Jyväskylä, 2012 (Jyväskylä studies in humanities)
- Fábri Anna: Mi ez a valósághoz képest? Kérdések és válaszok Jókai, Mikszáth és Krúdy olvasása közben; Kortárs, Budapest, 2013 (Kortárs tanulmány)
- Saly Noémi: Nekem soha nem volt otthonom... Krúdy Gyula budapesti életének színterei; Magyar Kereskedelmi és Vendéglátóipari Múzeum, Budapest, 2013
- Féja Géza: Krúdy és legendái; szerk. Féja Endre; Óbuda-Békásmegyer Önkormányzat, Budapest, 2014
- Születésnapi kalandok. A Krúdy Gyula születésének 135. évfordulója alkalmából rendezett konferencia szerkesztett előadásai; szerk. Fráter Zoltán, Gintli Tibor; MIT, Budapest, 2014 (MIT-konferenciák)
- Kemény Gábor: Krúdy körül. Stilisztikai tanulmányok és elemzések 20. századi magyar irodalomról; Tinta, Budapest, 2016 (Segédkönyvek a nyelvészet tanulmányozásához)
- Kelecsényi László: Az utolsó kéz. Krúdy-lakoma; Fekete Sas, Budapest, 2020

## Származása
| szécsénykovácsi Krúdy Gyula (Nyíregyháza, 1878. nov. 9.– Budapest, 1933. máj. 12.) író, hírlapíró | szécsénykovácsi Krúdy Gyula Zsigmond (Várpalota, 1850. szept. 2. –Nyíregyháza, 1900. dec. 30.) ügyvéd | szécsénykovácsi Krúdy Gyula János István (Szécsénykovácsi, 1823. dec. 27. –Nyíregyháza, 1913. aug.) ügyvéd, 48-as honvéd százados | szécsénykovácsi Krúdy János (Szécsénykovácsi, 1795. máj. 5.–Szécsénykovácsi, 1855. nov. 26.) Nógrád megyei várnagy |
| szécsénykovácsi Krúdy Gyula (Nyíregyháza, 1878. nov. 9.– Budapest, 1933. máj. 12.) író, hírlapíró | szécsénykovácsi Krúdy Gyula Zsigmond (Várpalota, 1850. szept. 2. –Nyíregyháza, 1900. dec. 30.) ügyvéd | szécsénykovácsi Krúdy Gyula János István (Szécsénykovácsi, 1823. dec. 27. –Nyíregyháza, 1913. aug.) ügyvéd, 48-as honvéd százados | nemes Virágh Terézia (Szécsény, 1805. okt. 13.–Szécsénykovácsi, 1845. feb. 2.)                                     |
| szécsénykovácsi Krúdy Gyula (Nyíregyháza, 1878. nov. 9.– Budapest, 1933. máj. 12.) író, hírlapíró | szécsénykovácsi Krúdy Gyula Zsigmond (Várpalota, 1850. szept. 2. –Nyíregyháza, 1900. dec. 30.) ügyvéd | Radics Mária (Várpalota, 1831. aug. 28.– Nyíregyháza, 1925)                                                                       | Radics József (1810 előtt – ?) Dalmáciából, Nóviból származó kereskedő, fuvaros vállalkozó                         |
| szécsénykovácsi Krúdy Gyula (Nyíregyháza, 1878. nov. 9.– Budapest, 1933. máj. 12.) író, hírlapíró | szécsénykovácsi Krúdy Gyula Zsigmond (Várpalota, 1850. szept. 2. –Nyíregyháza, 1900. dec. 30.) ügyvéd | Radics Mária (Várpalota, 1831. aug. 28.– Nyíregyháza, 1925)                                                                       | Holler Mária Magdaléna (1810 előtt – ?) sváb telepes lánya                                                         |
| szécsénykovácsi Krúdy Gyula (Nyíregyháza, 1878. nov. 9.– Budapest, 1933. máj. 12.) író, hírlapíró | Csákányi Julianna (Nyíregyháza, 1859. dec. 17.– Nyíregyháza, 1945. okt.) szolgálólány                 | Csákányi András (Nyíregyháza, 1838. okt. 14.– Nyíregyháza, 1876 körül) hentesmester                                               | Csákányi György (Nyíregyháza, 1817. dec. 30.– 1850 előtt) Csákányi János, r.k. curator fia                         |
| szécsénykovácsi Krúdy Gyula (Nyíregyháza, 1878. nov. 9.– Budapest, 1933. máj. 12.) író, hírlapíró | Csákányi Julianna (Nyíregyháza, 1859. dec. 17.– Nyíregyháza, 1945. okt.) szolgálólány                 | Csákányi András (Nyíregyháza, 1838. okt. 14.– Nyíregyháza, 1876 körül) hentesmester                                               | Havris Zsuzsanna (Nyíregyháza, 1818. jan. 4. – ?) Havris András zsellér, szállást bíró gazda lánya                 |
| szécsénykovácsi Krúdy Gyula (Nyíregyháza, 1878. nov. 9.– Budapest, 1933. máj. 12.) író, hírlapíró | Csákányi Julianna (Nyíregyháza, 1859. dec. 17.– Nyíregyháza, 1945. okt.) szolgálólány                 | Telepák Zsuzsanna (Nyíregyháza, 1835. szept. 27. – ?)                                                                             | Telepák János (1819 előtt – ?) napszámos                                                                           |
| szécsénykovácsi Krúdy Gyula (Nyíregyháza, 1878. nov. 9.– Budapest, 1933. máj. 12.) író, hírlapíró | Csákányi Julianna (Nyíregyháza, 1859. dec. 17.– Nyíregyháza, 1945. okt.) szolgálólány                 | Telepák Zsuzsanna (Nyíregyháza, 1835. szept. 27. – ?)                                                                             | Szász Katalin (Nyíregyháza, 1812. nov. 24. – ?) Szász András földműves lánya                                       |